# Buriti de Goiás
Buriti de Goiás is een gemeente in de Braziliaanse deelstaat Goiás. De gemeente telt 2.203 inwoners (schatting 2009).